# Công nghệ hỗ trợ sinh sản

1. Buồng trứng
2. Ống dẫn trứng
3. Cổ tử cung
4. Lạc nội mạc tử cung
5. U tử cung

Theo định nghĩa từ Đạo luật về Chứng chỉ và Mức thành công của các phòng Y tế Hỗ trợ Sinh sản Lưu trữ ngày 26 tháng 6 năm 2006 tại Wayback Machine (Hoa Kỳ), từ kỹ thuật hỗ trợ sinh sản (tiếng Anh: assisted reproductive technology, ART) bao gồm tất cả các phương pháp chữa trị chứng vô sinh trong đó cả trứng lẫn tinh trùng đều được sử dụng. Nói chung ART là công tác phẫu thuật lấy trứng từ buồng trứng của một người nữ, kết hợp với tinh trùng của một người nam, sau đó đem trở vào người nữ đó hay một người nữ khác.
Những phương pháp giúp có thai đơn thuần hơn như bơm tinh trùng vào tử cung (không trực tiếp động đến trứng) và kích thích tạo trứng (không trực tiếp lấy tinh trùng) không được xếp vào lãnh vực của ART.

## Tóm tắt các trường hợp vô sinh và phương án điều trị
| Nguyên nhân                                      | Xét nghiệm                                                                        | Điều trị                                                          |
| ------------------------------------------------ | --------------------------------------------------------------------------------- | ----------------------------------------------------------------- |
| Không rụng trứng                                 | kiểm tra Hormone                                                                  | Thuốc kích thích rụng trứng hoặc đôi khi cần trứng người khác cho |
| Ống dẫn trứng bị nghẽn                           | siêu âm đầu do qua nội soi ổ bụng; chụp cản quang vòi trứng                       | Phẫu thuật nội soi thông ống dẫn trứng hoặc IVF                   |
| Lạc nội mạc tử cung                              | nôi soi vào ổ bụng; siêu âm, maker CA 125. cộng hưởng từ                          | Cắt hoặc đốt nội mạc lạc bằng tia Laser; IVF                      |
| U tử cung                                        | nội soi vào bụng hặc tử cung Siêu âm                                              | Có thể không cần chữa trị một số cần phẫu thuật cắt đi            |
| Chất nhờn cổ tử cung làm hủy tinh trùng          | Xét nghiệm sau giao hợp Xác định rụng trứng Xét nghiệm kháng thể chống tinh trùng | IUI IVF                                                           |
| Mất khả năng sản xuất tinh trùng                 | Xét nghiệm tinh dịch hormone người nam xét nghiệm tinh hoàn                       | Dùng tinh trùng của ngưới khác cho                                |
| Ống dẫn tinh bị nghẽn                            | Xét nghiệm tinh hoàn phủ định chứng xơ bọc (cystic fibrosis)                      | Phẫu thuật thông ống rút tinh trùng từ tinh hoàn IVF ICSI         |
| Ít tinh trùng hay tinh trùng di chuyển không tốt | Xét nghiệm tinh dịch                                                              | IUI IVF ICSI                                                      |
| Tinh trùng bất bình thường                       | Xét nghiệm tinh dịch                                                              | IVF ICSI                                                          |
| Có kháng thể chống tinh trùng                    | Xét nghiệm máu                                                                    | Can thiệp tinh trùng cho IUI IVF ICSI                             |

## Cấy tinh trùng vào tử cung (IUI)
Nếu theo định nghĩa về A.R.T thì thuật cấy tinh trùng vào tử cung (IUI = Intra-Uterine Insemination) không thực sự nằm trong lãnh vực này. Tuy nhiên, IUI là một phương pháp hỗ trợ sinh sản khá giản đơn, ít tốn kém về chi phí và thời giờ hơn.
Tóm lược phương pháp IUI:
1. theo dõi chu kỳ của ngưới nữ bằng thử nghiệm máu và siêu âm định kỳ
2. khi ngày rụng trứng được tiên đoán, lấy tinh trùng từ người nam bơm theo ống đưa thẳng vào tử cung

Phương pháp này dành cho những trường hợp sau:
1. cổ tử cung có chất nhờn làm hủy tinh trùng
2. tinh trùng yếu hoặc ít

## Tạo thai trong ống nghiệm (IVF)
Còn gọi là thụ tinh trong ống nghiệm, là biện pháp được áp dụng khi cơ quan sinh sản phụ nữ không đảm bảo khả năng. Để có thể hoàn tất việc thụ tinh với một noãn trong môi trường nhân tạo, phải có 50.000-100.000 tinh trùng di động sau khi lọc rửa. Như vậy, số tinh trùng di động trong mẫu tinh dịch ban đầu phải đạt tối thiểu 5 triệu. Do đó, phương pháp này chỉ được áp dụng cho những trường hợp thiểu năng tinh trùng mức độ vừa hoặc nặng, đã thất bại với nhiều lần tiến hành bơm tinh trùng vào tử cung.

## Thuốc hỗ trợ sinh sản
Toa thuốc hỗ trợ sinh sản bao gồm một loại thuốc ngăn cản việc tiết hormone sinh dục nữ (để kích thích thân nhiệt và sự rụng trứng). Bạn uống thuốc vào giữa ngày thứ 2 và thứ năm của chu kỳ kinh nguyệt. Nếu thuốc không có tác dụng, có thể thử tiêm loại thuốc khác có chứa các hormone khác (như gonadotropins). Sau khi trứng rụng, siêu âm và xét nghiệm máu sẽ được tiến hành. Và dĩ nhiên, để nâng cao khả năng có thai, nên quan hệ tình dục thường xuyên (ít nhất là 1 lần 1 tuần)...
Nếu, sau khoảng 9 lần điều trị (lần lượt với cả hai loại hormone), mà bạn vẫn chưa có thai, bác sĩ sẽ khuyên bạn tiếp tục các biện pháp khác.

## Chích tinh trùng vào trứng (ICSI)

Một số trường hợp vô sinh là do tinh trùng không hoặc khó có thể xâm nhập và đục xuyên vỏ của trứng để kết hợp với nhân trứng.
Lý do cho hiện chứng này gồm có: 
1. tinh trùng ít, yếu, không di động nhanh và mạnh đủ
2. trứng người nữ lớn tuổi vỏ dày cứng hơn

Kỹ thuật ICSI (Intracytoplasmic sperm injection) là một phần riêng của IVF. 
1. Trứng được lấy ra và giữ yên trong dung dịch bằng một ống hút
2. Tinh dịch được rửa và chuẩn bị
3. Dùng một ống hút cực nhỏ hút một tinh trúng vào ống
4. Chích tinh trùng vào bên trong trứng
5. Nuôi trứng trong dung dịch ống nghiệm và theo dõi sự nảy nở của tế bào.

## Cơ hội tạo thai thành công
Vì có rất nhiều yếu tố ảnh hưởng đến ART, khó có thể thống kê chính xác được tỉ lệ thành công tạo thai.
Nói chung, yếu tố quan trọng hơn hết là tuổi của người nữ khi điều trị.
Theo thống kê của một công ty IVF tại thành phố Sydney nước Úc cho năm 2004" 
| tuổi phụ nữ | số điều trị | tạo thai (%) | sanh con (%) |
| ----------- | ----------- | ------------ | ------------ |
| <25         | 15          | 48           | 48           |
| 25 - 35     | 826         | 40           | 35           |
| 35 - 37     | 455         | 35           | 30           |
| 38 - 39     | 286         | 30           | 25           |
| >39         | 421         | 15           | 11           |

Tuổi người nữ càng cao (nhất là trên 37) càng khó tạo thai và càng khó giữ thai cho đến ngày sanh.